# Archidiocèse de Bangui
 (août 2025).
L'archidiocèse de Bangui est l'unique archidiocèse catholique en République centrafricaine. Son siège est à la cathédrale Notre-Dame de Bangui.

## Histoire
C'est en mai 1909 qu'est créé la préfecture apostolique de l'Oubangui-Chari, par démembrement du vicariat apostolique du Haut-Congo. Il devient vicariat apostolique en 1937 puis est renommé vicariat apostolique de Bangui en mai 1940 lorsqu'il cède du territoire pour former la préfecture apostolique de Berbérati. C'est aussi à partir de l'archidiocèse qu'est formé la préfecture de Bangassou en 1954.[réf. nécessaire]
Le 14 septembre 1955, il est élevé au rang d'archidiocèse métropolitain. Les créations successives des diocèses de Bambari (1965), Mbaïki (1995) et Kaga-Bandoro (1997) diminuent sa superficie.
Le pape Jean-Paul II s'y est brièvement rendu lors d'un de ses voyages, en août 1985.
François y effectue une des étapes de sa tournée africaine en novembre 2015. Il y ouvre à la cathédrale de Bangui la première des portes Saintes quelques jours avant l'ouverture officielle du Jubilé de la Miséricorde faisant ainsi de la capitale centrafricaine « la capitale spirituelle du monde ».

## Diocèses suffragants
L’archidiocèse compte huit diocèses suffragants.
- Alindao
- Bambari
- Bangassou
- Berbérati
- Bossangoa
- Bouar
- Kaga-Bandoro
- Mbaïki

## Doyennés et paroisses
Le diocèse est constitué de 5 doyennés et 25 paroisses.
- Doyenné de l'Immaculée conception (Cathédrale de Bangui)
  - Notre Dame de l’immaculée conception
  - Saint Paul des Rapides
  - Sainte Anne de Kassaï
  - Saints Martyrs de l’Ouganda de Lakouanga
  - Saint François d’Assise de Yapélé
  - Sainte Trinité des castors.

- Doyenné de Fatima
  - Notre Dame de Fatima
  - Saint Antoine de Padoue de Bimbo
  - Saint Benoît de Pétévo
  - Saint Mathias de KM5
  - Saint Jacques de Kpétènè

- Doyenné de Notre Dame d’Afrique
  - Notre Dame d’Afrique
  - Saint Michel de Bazanga
  - Saints Tite et Timothée de Combattant
  - Saint Jean de Galabadjia
  - Saint Pierre de Gobongo
  - Saint Charles Lwanga de Bégoua
  - Saint Bernard de Boy Rabe

- Doyenné de Damara
  - Saint Antoine de Padoue de Damara
  - Saint François Xavier de Bogangolo

- Doyenné de Bossembélé
  - Saint Pierre de Boali
  - Saint François de Sales de Bossémbélé
  - Saint Joseph de Yaloké